# Hypsicera cavicola
Hypsicera cavicola är en stekelart som först beskrevs av Joseph Augustine Cushman 1930.  Hypsicera cavicola ingår i släktet Hypsicera och familjen brokparasitsteklar. Inga underarter finns listade i Catalogue of Life.